# Bucu
Bucu falu és községközpont Ialomița megyében, Munténiában, Romániában. 

## Fekvése
A megye keleti részén található, a megyeszékhelytől, Sloboziatól, tizenegy kilométerre keletre, a Ialomița folyó bal partján.

## Története
A 19. század közepén Ialomița megye Ialomița-Balta járásához tartozott és Bucu illetve Gheorghe Lazăr falvakból továbbá Iezeru, Cășeria, Capu Moșiei és Ionești tanyákból állt, összesen 2285 lakossal.  
1925-ös évkönyv szerint Bucu községe 1931 lakossal Bucu, Gheorghe Lazăr illetve Sărățeni falvakból állt. 1931-ben Gheorghe Lazăr település önálló községi státuszt kapott.
1950-ben a Ialomițai régió Slobozia rajonjának volt a része, majd 1952-ben a Bukaresti régióhoz csatolták. 1968-ban Ialomița megye része lett és ekkor helyezték közigazgatási irányítása alá Ograda falut is. 
2004-ben Ograda önálló község lett.

## Lakossága
| Nemzetiségek | 2002  | 2002     |
| ------------ | ----- | -------- |
| Románok      | 5231  | 98,9456% |
| Romák        | 53    | 1,0%     |
| Magyarok     | 1     | 0,01%    |
| Lipovánok    | 1     | 0,01%    |
| Görögök      | 1     | 0,01%    |
| Összesen     | 5287* | 100,0%   |

* Ograda település lakosságával